# Centre commercial de Munkkivuori
Pour les articles homonymes, voir Jumbo.
Le centre commercial de Munkkivuori (finnois : Munkkivuoren ostoskeskus) est un centre commercial situé dans le quartier de Munkkivuori à Helsinki en Finlande.

## Histoire
Ouvert le 3 décembre 1959, le centre commercial de  Munkkivuori est le premier centre commercial de Finlande.
L'idée du centre commercial est venue d'Amérique, où les centres commerciaux se sont répandus dès les années 1920. 
Les architectes Olavi Terho et Nils Sandell et le professeur Antti Pernaja étaient responsables de la conception du centre commercial de Munkkivuori. 
Le constructeur était Otto Wuorio Oy.

## Enseignes
- Alko
- K-Supermarket Munkki
- S-Market Munkkivuori

- Fazer Café Munkkivuori
- Pizza Hut
- Ristorante E ´Milano
- Sushi-san
- R-kioski
- Suomalainen Kirjakauppa
- Zadonna
- Astala Isännöinti Oy
- Huoneistokeskus, Munkkiniemi
- Kiinteistömaailma, Munkkiniemi
- Munkkiniemen Seurakunta
- Musiikkikoulu Music Center
- RE/MAX Diili

- eBike Store
- Ettonet
- Fleuriste Sakura
- Kuvatapio
- Munkkivuoren Suutari Oy
- Musti ja Mirri
- SOL Pesulapalvelut
- Teboil Munkkivuori

- Facelift Beauty
- Instrumentarium Oy
- Pharmacie
- Munkkivuoren Fysioterapia ja Hieronta
- NewHairstore Express Munkkivuori
- Coiffeur Stil
- Pihlajalinna Dextra
- Tukkatalo
- Poste 00350 Helsinki
- Design N&S

## Transports publics
Le centre est desservi entre autres par les bus de la Runkolinja 20.